# È arrivato 'o trentuno
È arrivato 'o trentuno è una commedia in un atto unico scritta da Eduardo De Filippo (che la firmò con il soprannome di Tricot, così come aveva fatto per il precedente atto unico Ogni anno punto e da capo), insieme a Kokasse (pseudonimo di Mario Mangini) e Carlo Mauro nel 1931.

## Storia
Questo lavoro eduardiano si presenta particolare in quanto fu parte di un più ampio spettacolo di rivista rappresentato per riepilogare i fatti dell'anno e che comprendeva, oltre all'episodio omonimo, anche altri svariati episodi che andavano dal genere canoro di Punto e a capo! cantata dalla soubrette con le ballerine, all'atto unico Sik-Sik, l'artefice magico fino ad arrivare, nel secondo tempo a cinque scenette (Il cerimoniere, La scommessa, Una buona ricetta, Il pezzente e La vedova allegra).
Fu la compagnia Molinari a mettere per prima in scena questa rivista e la stampa dell'epoca ne decretò un notevole successo.

## Trama
L'ambientazione è in una casa alquanto misera, la notte del 31 dicembre. Mentre la famiglia Sardella è a cena, si presenta in casa il fidanzato di Maddalena, figlia del padrone di casa, che reca con sé quale regalo per i presenti, un apparecchio radio.
La radio annuncia l'inizio dello spettacolo al Teatro Nuovo di Napoli cui parteciperanno i comici del Trio I De Filippo; ed è grazie a ciò che la casa dei Sardella diviene palcoscenico teatrale su cui si consuma l'esibizione canora di quattro artisti.